# Pajupea
Pajupea är en ort i Estland. Den ligger i Rae kommun och i landskapet Harjumaa, i den nordvästra delen av landet, 14 km sydost om huvudstaden Tallinn. Pajupea ligger 44 meter över havet och antalet invånare är 111.
Terrängen runt Pajupea är mycket platt. Runt Pajupea är det ganska glesbefolkat, med 26 invånare per kvadratkilometer. Närmaste större samhälle är Tallinn, 13,9 km nordväst om Pajupea. Omgivningarna runt Pajupea är en mosaik av jordbruksmark och naturlig växtlighet.